# Réthymnon
Pour le district régional, voir Réthymnon (district régional).
Réthymnon (en grec : Ρέθυμνο/ Réthymno), aussi appelée La ville des Lettres, est une ville grecque de 32 694 habitants (2001) située sur l'île de Crète. Elle est le chef-lieu du dème (municipalité) de Réthymnon et du district régional de Réthymnon. La ville est le siège d'un évêché orthodoxe : la Métropole de Réthymnon et Avlopotamos.

## Histoire

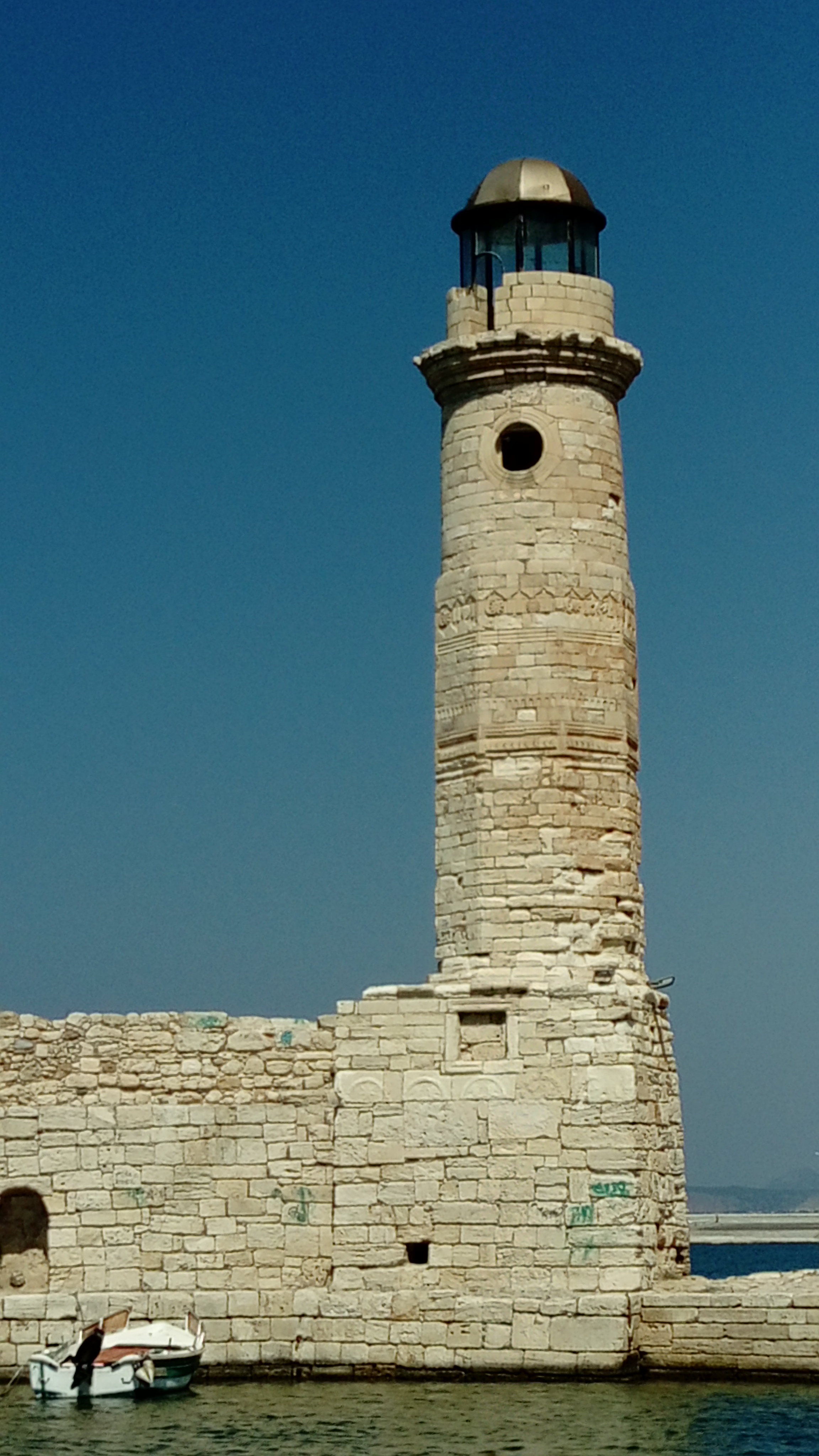
Vieux phare de Réthymnon.

La cité fut bâtie pendant l’Antiquité, sans pour autant être un grand centre. Cependant, elle était assez puissante pour frapper sa propre monnaie. Une de ces pièces est aujourd’hui représentée sur les armoiries de la ville.
C'est probablement la ville de Crète qui a le mieux conservé son caractère ancien avec beaucoup de vestiges vénitiens et turcs.
Réthymnon s’est développée à nouveau quand les Vénitiens, alors maîtres de l’île, cherchèrent à établir un centre commercial intermédiaire entre Héraklion et La Canée. La vieille ville d’aujourd’hui date quasiment entièrement de l’époque vénitienne. 
Aujourd'hui la ville tire ses principaux revenus du tourisme. Elle est également le site de la faculté de philosophie de l'Université de Crète.

## Administration
Le dème (municipalité) de Réthymnon a été formé par la fusion en 2011 de quatre anciennes municipalités, qui sont devenues des districts municipaux :
- Arkádi ;
- Lappa ;
- Nikifóros Fokás ;
- Réthymnon.

## Démographie
| Année | Population | Croissance | Population de l'agglomération |
| ----- | ---------- | ---------- | ----------------------------- |
| 1981  | 18 190     |            |                               |
| 1991  | 23 355     | 28,39 %    | 26 560                        |

## Patrimoine culturel

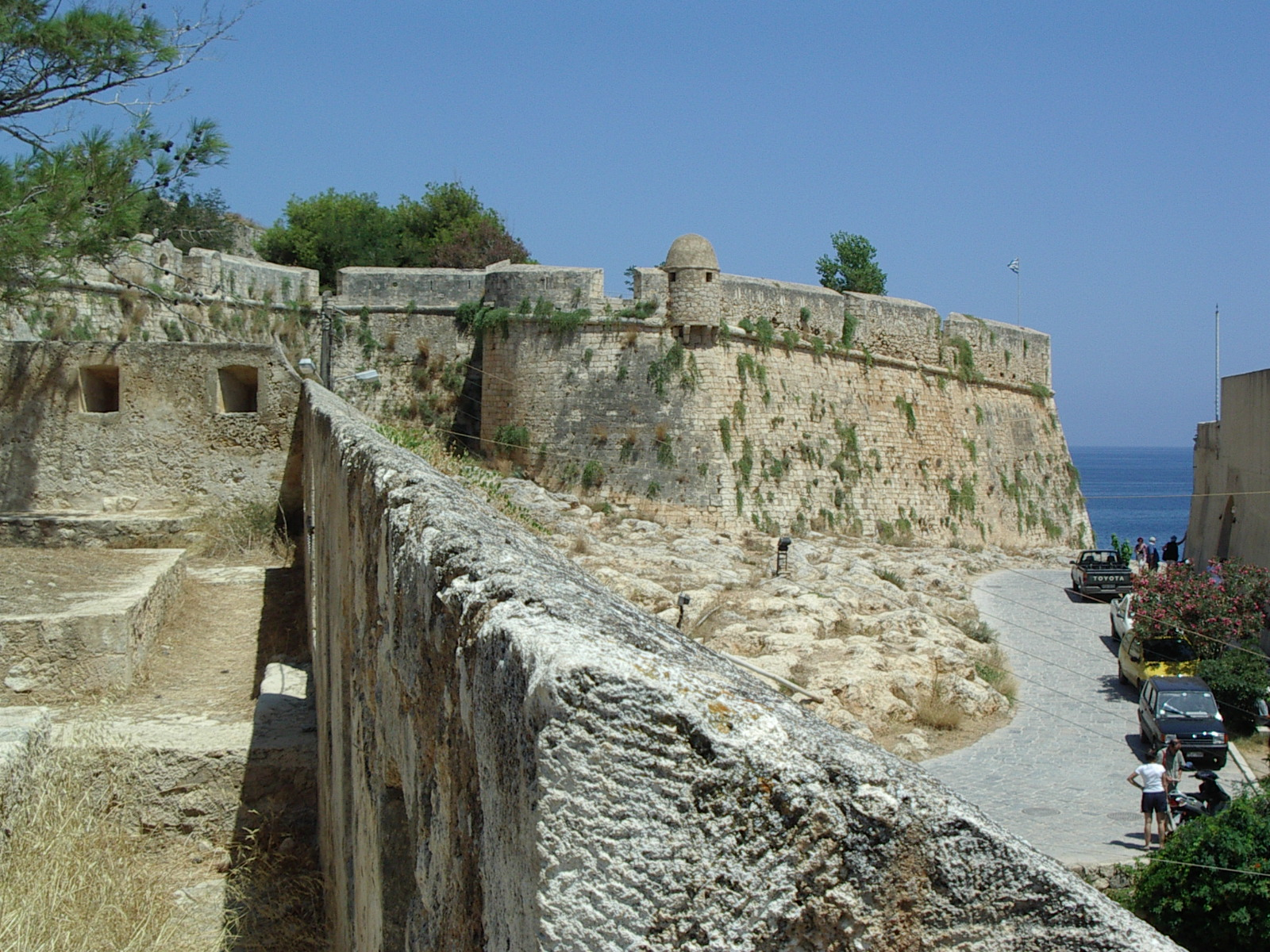
forteresse vénitienne.

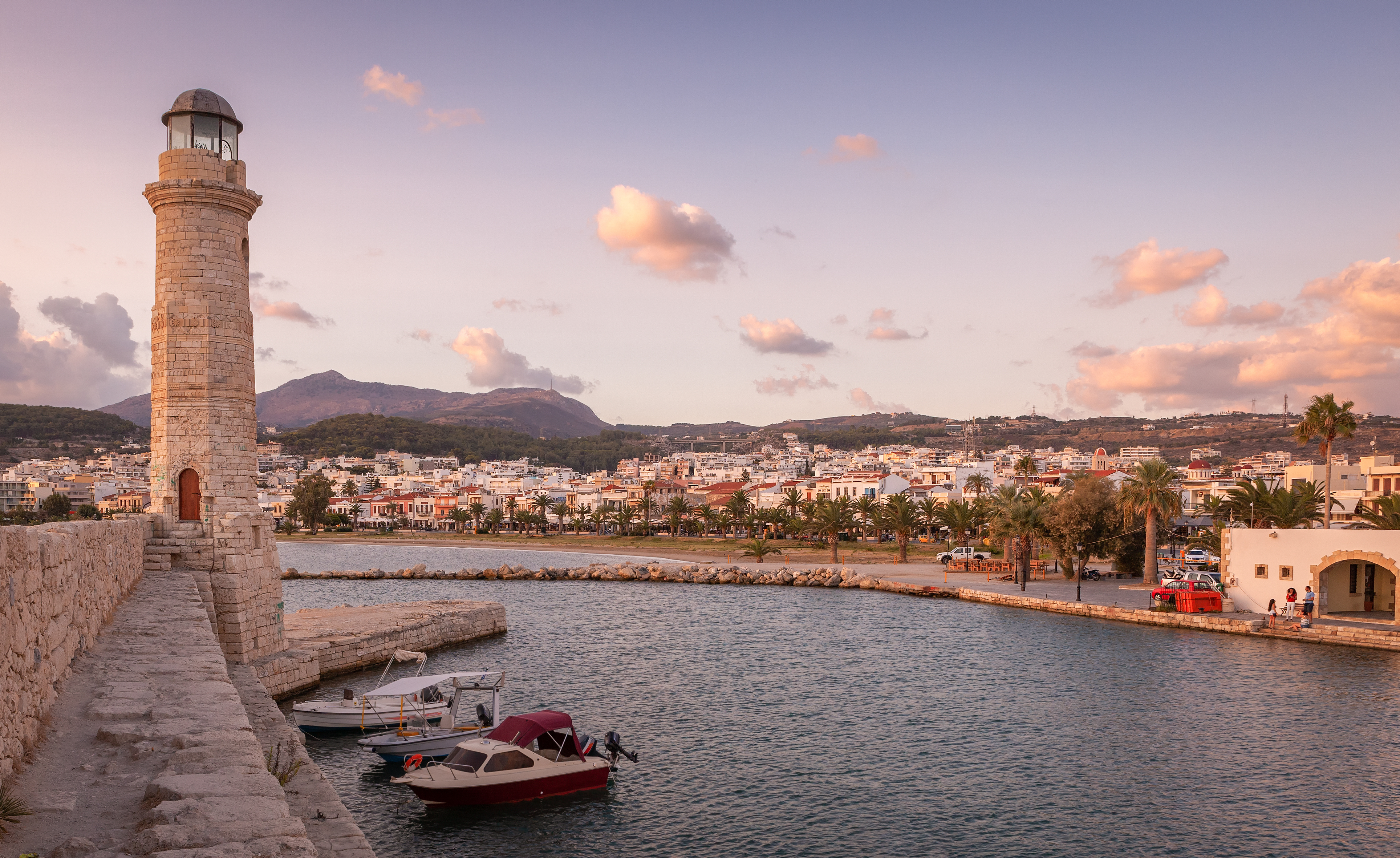
Le vieux port et le vieux phare de Réthymnon au lever du Soleil. Septembre 2016.

- Forteresse de Réthymnon (Frourio) construite entre 1574 et 1582 par les Vénitiens, avec l'ancienne cathédrale Sainte-Marie-des-Anges transformée en mosquée (mosquée du sultan Ibrahim).
- Vieux port vénitien et son phare du XVe siècle.
- Vieille ville.
- Ancienne mosquée de Nerandze.
- Loggia vénitienne (XVIIe siècle).
- La place Rimondi et sa fontaine datée de 1629. Elle porte le nom d'Alvise Rimondi, recteur de la ville à l'époque.
- la cathédrale de la Présentation-de-la-Vierge-Marie-au-Temple.
- l'église des Quatre-Martyrs
- l'église Notre-Dame-des-Anges

## Personnalités notables
- Emetullah Rabia Gülnuş  (c-1642 - 6 novembre 1715), femme politique, favorite du Sultan Mehmet IV, sultane validé de ses fils Mustafa II et Ahmed III.
- Pandelís Prevelákis (1909-1986), écrivain.
- Nikolaos Sifounakis (1949-), homme politique.
- Stélios Miyiákis (1952-), champion olympique de lutte gréco-romaine en 1980.

### Liens externes

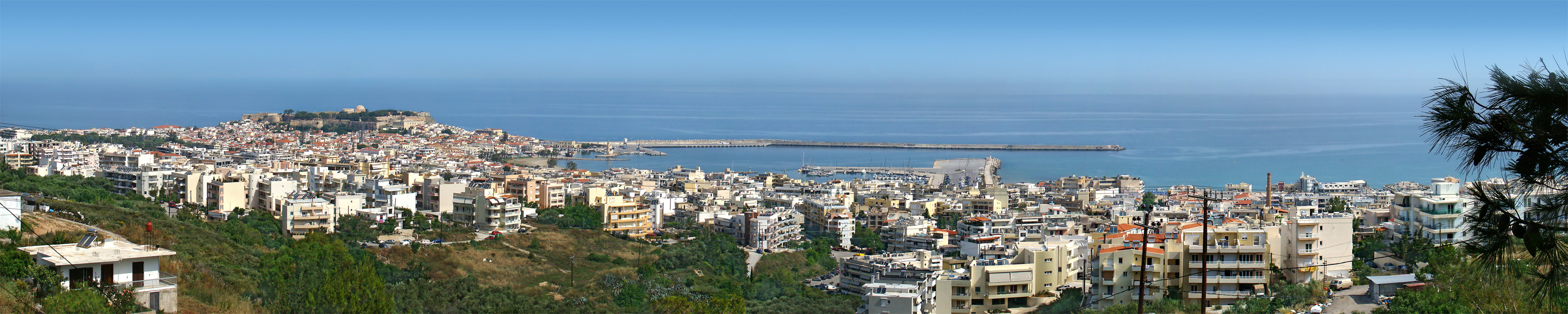
Vue panoramique de Réthymnon.